# Municipio de Union (condado de Van Wert)
El municipio de Union (en inglés: Union Township) es un municipio ubicado en el condado de Van Wert en el estado estadounidense de Ohio. En el año 2010 tenía una población de 942 habitantes y una densidad poblacional de 9,97 personas por km².

## Geografía
El municipio de Union se encuentra ubicado en las coordenadas 40°56′34″N 84°38′23″O / 40.94278, -84.63972. Según la Oficina del Censo de los Estados Unidos, el municipio tiene una superficie total de 94.5 km², de la cual 94,35 km² corresponden a tierra firme y (0,16 %) 0,15 km² es agua.

## Demografía
Según el censo de 2010, había 942 personas residiendo en el municipio de Union. La densidad de población era de 9,97 hab./km². De los 942 habitantes, el municipio de Union estaba compuesto por el 97,98 % blancos, el 0,11 % eran afroamericanos, el 0,11 % eran amerindios, el 0,11 % eran de otras razas y el 1,7 % eran de una mezcla de razas. Del total de la población el 1,38 % eran hispanos o latinos de cualquier raza.